# Dolní Kounice
Dolní Kounice – miasto w Czechach, w kraju południowomorawskim. Według danych z 31 grudnia 2003 powierzchnia miasta wynosiła 897 ha, a liczba jego mieszkańców 2 403 osób.
- Synagoga w Dolních Kounicach

## Demografia
| Rok             | 1970  | 1980  | 1991  | 2001  | 2003  |
| --------------- | ----- | ----- | ----- | ----- | ----- |
| Liczba ludności | 2 524 | 2 322 | 2 195 | 2 306 | 2 403 |

Źródło: Czeski Urząd Statystyczny